# Zamość (powiat makowski)
Zamość – wieś sołecka  w Polsce położona w województwie mazowieckim, w powiecie makowskim, w gminie Sypniewo. Leży przy drodze drodze wojewódzkiej nr 626.
W latach 1975–1998 miejscowość należała administracyjnie do województwa ostrołęckiego.
Wierni kościoła rzymskokatolickiego należą do parafii św. Małgorzaty w Gąsewie Poduchownym.